# Robert Navarro (Fußballspieler)
Robert Navarro Muñoz (* 12. April 2002 in Barcelona) ist ein spanischer Fußballspieler, der aktuell bei Athletic Bilbao unter Vertrag steht.

## Karriere

### Verein
Navarro begann seine fußballerische Ausbildung beim CA Osasuna, wo er von 2011 bis 2013 spielte. Anschließend spielte er fünf Jahre in La Masia, der Jugendakademie des FC Barcelona. Während dieser Zeit lebte er bei seinen Großeltern mütterlicher Seite. Im Juli 2018 verließ er Spanien und wechselte zur AS Monaco. Für die Monegassen kam er einmal für die U19, elfmal für die zweite Mannschaft und einmal in der Coupe de France für die Profimannschaft. Durch diesen Einsatz wurde er zum jüngsten Spieler für die Profis der AS Monaco. Nach nur einer Saison wechselte er zurück nach Spanien, zu Real Sociedad San Sebastián. In der Saison 2019/20 kam er zu 16 Einsätzen und zwei Toren für die drittklassig spielende Zweitmannschaft der Basken. Am 16. Dezember 2020 (19. Spieltag) debütierte er, nachdem er zuvor bereits im Spieltagskader der Europa League und LaLiga gestanden hatte, bei einer 1:2-Niederlage gegen seinen Exverein FC Barcelona, bei der er in der 55. Minute für Ander Guevara ins Spiel kam. Während dies sein einziger Einsatz für die Profis blieb, stieg er mit der zweiten Mannschaft, mit persönlich elf Toren in 26 Spielen, in die Segunda División auf. Zur neuen Spielzeit 2021/22 erhielt er zusammen mit Jon Pacheco einen Vertrag bei der ersten Mannschaft. Für die Saison 2023/24 wechselte er per Leihe zum FC Cádiz.
Im August 2024 wechselte er zum RCD Mallorca und unterschrieb dort einen Vertrag für ein Jahr. Im Anschluss daran wechselte er im Sommer 2025 zu Athletic Bilbao und unterschrieb dort einen Vertrag bis 2030.

### Nationalmannschaft
Navarro spielte bislang für mehrere Juniorennationalmannschaften des spanischen Fußballverbandes. Mit der U17-Mannschaft spielte er unter anderem die U17-EM 2019, wo sein Team bis ins Halbfinale kam und er in vier Einsätzen einmal traf. Zudem kam er zu drei Toren in fünf Einsätzen bei der WM ein halbes Jahr später, wo sein Team jedoch schon im Viertelfinale scheiterte.

## Sonstiges
Sein Vater ist der ehemalige Profifußballer Roberto Navarro.

## Erfolge
Real Sociedad San Sebastián B
- Aufstieg in die Segunda División: 2021